# Ossokoriwka (Beryslaw)
Ossokoriwka (ukrainisch Осокорівка; russisch Осокоровка Ossokorowka) ist ein Dorf im Norden der ukrainischen Oblast Cherson mit etwa 2700 Einwohnern (2010).
Ossokoriwka wurde 1783 gegründet und liegt am rechten Ufer des zum Kachowkaer Stausee angestauten Dnepr 14 km südlich vom ehemaligen Rajonzentrum Nowoworonzowka und 157 km nordöstlich der Oblasthauptstadt Cherson.
Westlich der Ortschaft verläuft die Territorialstraße T–07–03.
Am 12. Juni 2020 wurde das Dorf ein Teil der Siedlungsgemeinde Nowoworonzowka; bis dahin bildete es die Landratsgemeinde Ossokoriwka (Осокорівська сільська рада/Ossokoriwska silska rada) im Nordosten des Rajons Nowoworonzowka.
Seit dem 17. Juli 2020 ist es ein Teil des Rajons Beryslaw.